# L’album vert
L’album vert ist ein Musikalbum des Quartetts Dans les arbres. Die im Herbst 2022 entstandenen Aufnahmen erschienen am 6. Dezember 2024 in limitierter Auflage als LP auf dem belgischen Label Aspen Edities.

## Hintergrund
Das französisch-norwegische Quartett Dans les arbres besteht aus dem französischen Klarinettisten Xavier Charles und dem norwegischen Pianisten und Elektroniker Christian Wallumrød, dem Gitarristen Ivar Grydeland und dem Schlagzeuger Ingar Zach. Es hat in den letzten zwanzig Jahren seinen kollektiven Sound und seine spontane Gruppenkomposition auf der Grundlage ungewöhnlicher Kombinationen aus luftigen, hölzernen, metallischen Klängen, präparierten Saiten und manipulierten Trommelfellen, unorthodoxen, erweiterten Techniken und subtiler Elektronik entwickelt, notierte Eyal Hareuveni.
L’album vert ist das fünfte «offizielle» Album von Dans les arbres; fünf weitere Live-Aufnahmen sind nur auf der Bandcamp-Seite des Quartetts verfügbar. Das selbstbetitelte Debütalbum des Quartetts erschien 2008 auf ECM Records.

## Titelliste
- Dans les arbres: L’album vert (Aspen Edities ASPEN 020)[2]

1. Les yeux écoutent 10:47
2. Les oreilles voient 8:29
3. Une danse imaginaire 21:49

## Rezeption

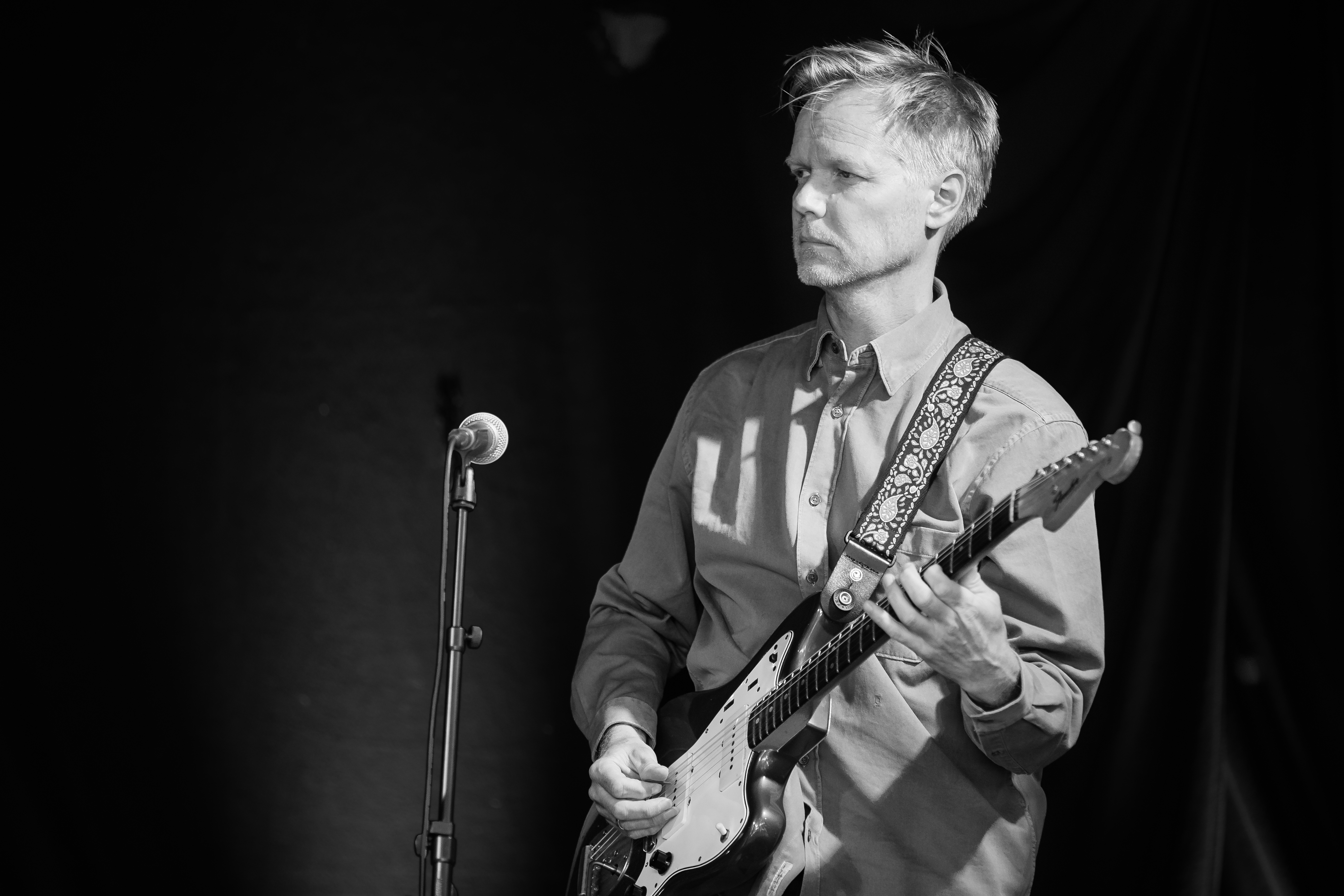
Ivar Grydeland (Kongsberg Jazzfestival 2023)

In L’album vert würde das Quartett eine Welt voller zum Teil abgehackter, rumpeliger Rhythmen und einer überraschenden Vielfalt an Sounddetails entfalten, die von Stück zu Stück variieren, hieß es in African Paper. Das Album sei geprägt von einem unermüdlichen, fast mechanischen Takt, der, wie es bei Aspen heißt, eher den „Puls einer seltsamen Fabrik oder einer exzentrischen Dampflokomotive imitiert als eine tanzbare Melodie“. Die Geräuschkulisse wirke wie ein Förderband aus stampfenden, klopfenden und pfeifenden Klängen, was perfekt an den Hörspiel-artigen Charakter früherer Veröffentlichungen anknüpfe. Dieser Klangteppich sei jedoch, wie es weiter heißt, kein dichtes Geflecht, sondern ein durchlässiges Netz – die Töne berührten sich nicht direkt, sondern kommunizierten subtil über den Raum dazwischen.
Die einzigartige Instrumentierung von Dans les arbres – Klarinette, präpariertes Klavier, Elektronik, Pedal-Steel-Gitarre, Basstrommel, Perkussion und vibrating membranes – würde zur rätselhaften, spärlichen Klangpalette von L’album vert beitragen, die durch experimentelle Aufnahmetechniken verstärkt werde, schrieb Eyal Hareuveni in Salt Peanuts. Die ersten beiden Stücke mit den Titeln „les yeux écoutent“ (Augen hören zu) und „les oreilles voient“ (Ohren sehen) suchten nach einem schwer fassbaren Gefühl der Synästhesie und suggerieren offene Texturen, die in einem sich ständig ausdehnenden Raum schweben, begleitet von einem entfernten, fast industriellen Puls, als ob die vier Musiker mit ihren abstrakten Klängen durch die Luft dazwischen kommunizieren würden. Im dritten Stück, dem 22-minütigen „une danse imaginaire“, würde eine strukturiertere Textur vorherrschen, die tatsächlich zu einem imaginären Tanz oder einer imaginären Klanglandschaft passe.